# Ferdinand de la Croix
Fredrik Wilhelm (Frédériq Guilliome) Ferdinand de la Croix, född 21 februari 1804 i Berlin, död 31 oktober 1881 på Kärsö gård, var en svensk konditor. 
de la Croix hade arbetat som konditor i bland annat Berlin och Hannover innan han invandrade till Stockholm 1831. Här började han som anställd hos konditorn Abraham Christopher Behrens innan han 1835 själv öppnade Café Allemand vid Malmtorgsgatan.  Från 1839 var han innehavare av det välkända schweizeriet Pavillion du Bazar vid Norrbrobasaren och från 1844 även Ferdinand de la Croix salonger i sedermera Hantverksföreningens hus vid Brunkebergstorg. 
Norrbro-konditoriet övertogs 1867 av sonen Wilhelm de la Croix. Ferdinand de la Croix är begravd på Norra begravningsplatsen.